# 사이버심리전단
사이버심리전단은 북한과 적대세력에 대해 사이버 공간에서 심리전을 수행했던 국군사이버사령부 예하의 부대이다. 제530심리전단으로도 알려졌다.

## 역사
2012년 10월, 대통령 선거를 2개월 앞두고 사이버사령부가 사이버심리전단의 인원을 대폭 늘려 네이버, 다음 등의 매스 커뮤니케이션 사이트에서 댓글과 트위터 작업을 통한 정치전을 펼쳤다. 당시 사이버사령부 사령관으로 재임 중에 이러한 지시를 내린 것으로 의심받은 연제욱 준장은 2013년 12월 당시 청와대의 국방비서관으로 재직 중이었다.
2017년, 이명박 정부 시절에 2010년부터 2012년 동안 김관진 국방부 장관에게 일일 업무 보고를 한 것이 드러났다.
10월 9일, 고려대학교 정보보호대학원에서 사이버심리전단의 간부들이 9명이 석사, 11명이 무료로 박사 과정을 밟은 사실이 드러났다. 고려대학교와 국방부가 2014년에 체결한 계약을 통해 무료로 교육받았다. 정치적인 댓글 사건을 계기로 제530심리전단의 국내 임무는 폐지되고, 해외 임무만 수행하게 되었다.
2018년, 댓글 및 트위터 공작 등의 정치 공작으로 국내 정치권에 개입하는 문제를 일으킨 영향으로, 국군사이버사령부의 사이버 공간에서의 평시 심리전 기능이 폐지되었다.

## 부서
- 총괄계획과

## 단장
- 대령 연제욱
- 대령 이태하
- 대령 박??

## 같이 보기
- 국군심리전단
- 국정원 심리전단

## 참고
1. ↑  김정욱 (2013년 12월 19일). “국군사이버사령부 심리전단은 어떤 조직”. 머니투데이. 뉴스1. 2023년 5월 27일에 확인함.
2. ↑  하어영 (2013년 12월 20일). “[단독] 사이버사, 대선 두달 전 심리전단 2배 넘게 늘렸다”. 2023년 6월 17일에 확인함.
3. ↑  남지원 (2017년 8월 30일). ““사이버사령부 댓글공작, 청와대·김관진에 매일 보고" 530심리전단 전 간부 증언”. 2023년 6월 17일에 확인함.
4. ↑  김규남 (2017년 10월 9일). “‘댓글공작’ 심리전단 핵심 요원들, 세금으로 석·박사 과정”. 한겨레. 2023년 6월 17일에 확인함.
5. ↑  박병진 (2017년 12월 20일). “사이버사령부 530심리전단, 국내업무 손뗐다”. 세계일보. 2023년 6월 17일에 확인함.
6. ↑  김호준 (2018년 8월 9일). “'댓글공작' 국군사이버사령부→사이버작전사령부로 변경(종합)”. 연합뉴스. 2023년 6월 17일에 확인함.